# 唱响中国
唱响中国全称“唱响中国——群众最喜爱的新创作歌曲”徵集评选活动，是为纪念中国共产党成立90週年，中国中央电视台、中国音乐家协会等单位共同举办的歌曲徵选活动。由于其弘扬主旋律的主题突出，故而入选的歌曲也被认作是“新红歌”。徵选的歌曲作为电视节目，通过中国中央电视台、中国网络电视台播出。
经初评、终评等多轮筛选，在36首入围歌曲中评选出《国家》《走向复兴》《卢沟谣》等10首获奖歌曲，於2011年5月21日在中央电视台“唱响中国——群众最喜爱的新创作歌曲”征集评选颁奖晚会上唱响。